# 隠岐いぐり凧

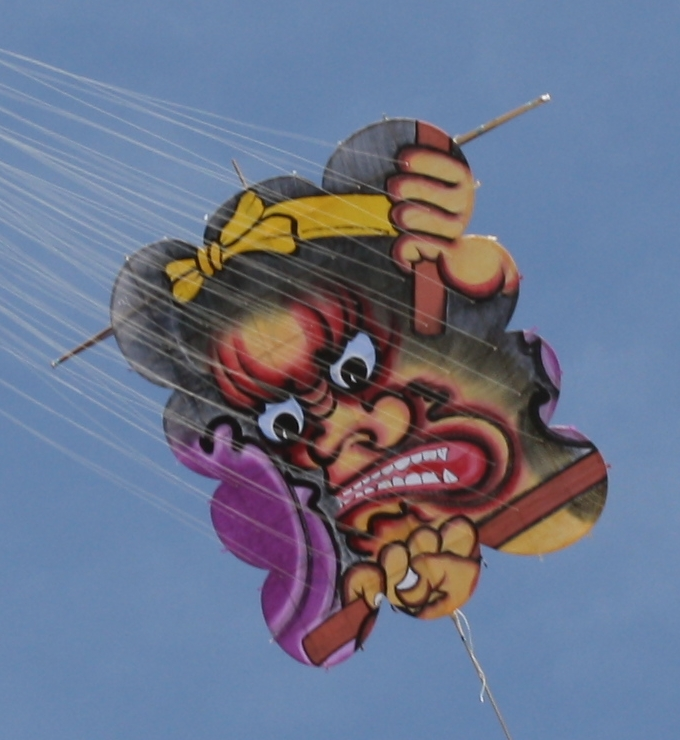
隠岐いぐり凧

隠岐いぐり凧（おきいぐりだこ）は島根県隠岐郡に伝わる凧である。

## 概要
凧の周囲に10個のえぐられた形の耳があることから、この「えぐり」の発音が「いぐり」と転じていぐり凧と称されるようになった。特徴は、名称の由来にもなっている、えぐれた部分のある形状と、凧の裏面に弓状に張られた籐から響き渡る「ブーン、ブン」という唸る音である。
現在の風習としては、新築・船の新造・子供の誕生など祝い事に「祝い凧」としていぐり凧が作成されることが多い。隠岐の島町では毎年4月に隠岐いぐり凧祭りが開催され、前年に生まれた赤ちゃんの名前を書き入れた祝い凧が揚げられるなど、隠岐の春の風物詩となっている。

## 歴史
- 起源

隠岐いぐり凧の起源は定かではないが、現在、隠岐に伝承されている凧と形がよく似た武者凧が、島根県松江市内にあり、製作時期が江戸時代の天保年間のものであることから、隠岐いぐり凧の起源も1830年代ぐらいまで遡るのではないかとされている。
隠岐では、その年の吉凶を占うために凧が揚げられるようになったといわれている。凧揚げが行われた後は、その凧を神社や寺の天井に魔除けとして吊るしておくことがあったといわれ、凧の絵は魔除のために鬼の顔が墨で描かれていた。ここで描かれる鬼は隠岐の島町西村神社の西村神楽のなかで舞われる「切部」霊鬼の鬼太鼓が元絵であると伝承されている。
- 明治から昭和初期

娯楽の少なかった時代、隠岐では、凧は娯楽のひとつとして根付いた。冬場の雪や寒さの厳しい時期は屋内で凧の製作が行われ、春先の3月上旬から5月にかけて凧揚げが行われる風習があった。しかし、戦中戦後の世の中の情勢などを背景に凧揚げの風習は次第に途絶えていった。
- 昭和半ばから現在へ

一時期途絶えていた隠岐いぐり凧も、1970年代になると保存活動をする会が結成されるなど、次第に復興した。1990年代に入ると隠岐いぐり凧祭りが毎年1回開催され、現在では定着している。2000年代半ばからは、全国の凧の愛好家が集う凧揚げ大会で隠岐いぐり凧が揚げられるケースもあり、愛好家の間では隠岐以外でも知られるようになってきている。
- 凧の大きさ

12畳程の大きな凧が作られることもあったが、現在は半畳から数畳程の大きさのものが作られることが多い。隠岐汽船株式会社が会社創立百周年で14畳の凧を製作したり、隠岐いぐり凧保存会が15畳の大きさの凧を製作したりし、実際に揚げたこともある。
凧の構造上、大きなものは運搬が困難であるが、明治の頃には「続き凧」といい、凧を分割して作成し、揚げる時に屋外で組み合わせるものが存在したこともあった。また、現在も移動時の解体組み立てが容易な構造の凧製作に取り組まれている例も見受けられる。

## 文化財として
- 1994年12月に文化庁から記録作成等の措置を講ずべき無形の民俗文化財として「山陰の大凧揚げ習俗」が選択され、その中で、いぐり凧は「伝統的な習俗をよく残しており、大凧揚げの習俗や製作技術等について、記録作成等の措置を講ずるものである。」とされている。
- この事業の記録保存作成事業をさいたま民俗文化研究所が委託を受け、平成22年度に報告書である『山陰の大凧揚げ習俗＜鳥取県・島根県＞』を刊行した。
- 1998年1月に島根県隠岐郡隠岐の島町から「いぐり凧揚げ習俗」が無形民俗文化財として指定された。